# Lippia oxyphyllaria
Lippia oxyphyllaria là một loài thực vật có hoa trong họ Cỏ roi ngựa. Loài này được (Donn.Sm.) Standl. mô tả khoa học đầu tiên năm 1938.